# 대수적 자료형
프로그래밍 언어, 특히 함수형 프로그래밍과 타입 이론에서의 대수적 자료형(영어: Algebraic data type)은 다른 타입의 결합으로 만들어지는 합성 타입(영어: Composite type)을 가리킨다. 대수적 자료형의 두 가지 대표적인 예로써는 공용체(영어: Union) 등으로 불리는 합 타입(영어: Sum type), 레코드(영어: Record), 튜플(영어: Tuple) 등으로 불리는 곱 타입(영어: Product type)이 있다.
대수적 자료형은 다른 자료형의 대체로 다른 자료형을 생성자로 감싸고 있다. 어떤 값도 대수적 자료형의 생성자의 인자가 될 수 있다. 반면에 다른 자료형은 생성자를 실행할 수 없으며 패턴 매칭(영어: Pattern matching) 과정을 통해 생성자를 얻을 수 있다.
가장 일반적인 대수적 자료형은 두개의 생성자를 가진 목록형(list)이다. 목록형은 비어있는 목록을 위해 Nil 또는 []를 지원한다. 예를 들어 LISP에서는 Cons(생성자의 준말)나 ::, :등을 이용하여 짧은 목록을 결합하여 새로운 목록을 만들 수 있게 한다. ((Cons 1 '(2 3 4)) 또는 1:[2,3,4]와 같은 방법으로 사용된다.

## 대수적 자료형을 지원하는 프로그래밍 언어
- 클린
- Coq[1]
- C++[2]
- Flow
- F#
- F*
- 하스켈
- Haxe[3]
- 자바 15 (프리뷰)[4]
- Julialang
- 림보
- LOTOS(Language Of Temporal Ordering Specification)
- 머큐리
- 미란다
- Nemerle
- Nim
- OCaml
- Opa
- OpenCog
- 펄
- 퓨어스크립트
- 래킷
- 리즌[5]
- 러스트
- 스칼라
- 코틀린[6]
- 표준 ML
- 스위프트
- 타입스크립트
- 비주얼 프롤로그

## 같이 보기
- 분리 합집합
- 유형 이론
- 비지터 패턴